# Gais 1954/1955
Fotbollsklubben Gais spelade säsongen 1954/1955 i allsvenskan, där man som regerande mästare slutade på tionde plats och åkte ur serien.

## Allsvenskan

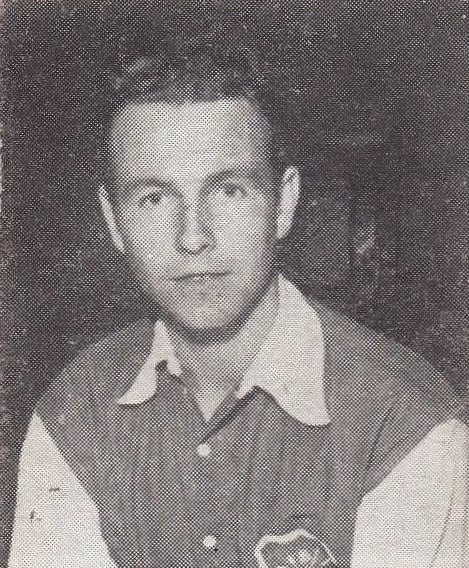
Roland Johansson.

Gais hade sedan den föregående guldsäsongen laget tämligen intakt, och dessutom hade man värvat Roland "Pinocchio" Johansson från Varbergs Bois. Man inledde säsongen mycket svagt, och efter fyra matcher försvann Ingemar "Ögat" Eriksson till hårdsatsande division III-klubben IK Oddevold; efter sju matcher gick även Sanny Jacobsson samma väg. Även Sannys bror, skyttekungen Karl-Alfred Jacobsson, hade bestämt sig för Oddevold, men ändrade sig i sista stund. Ändå lyckades inte Gais få spelet att fungera, och när säsongen summerades landade klubben på en tionde plats med 20 poäng, vilket inte räckte för att hålla sig kvar i serien, då det denna säsong för andra och sista gången var tre lag som degraderades från Allsvenskan.

### Tabell
| Nr | Lag                | S  | V  | O | F  | GM | IM | MS  | P  |
| -- | ------------------ | -- | -- | - | -- | -- | -- | --- | -- |
| 1  | Djurgårdens IF     | 22 | 14 | 5 | 3  | 53 | 27 | +26 | 33 |
| 2  | Halmstads BK (U)   | 22 | 12 | 5 | 5  | 49 | 27 | +22 | 29 |
| 3  | AIK                | 22 | 11 | 6 | 5  | 51 | 30 | +21 | 28 |
| 4  | IFK Norrköping     | 22 | 8  | 8 | 6  | 37 | 29 | +8  | 24 |
| 5  | Hälsingborgs IF    | 22 | 9  | 5 | 8  | 42 | 31 | +11 | 23 |
| 6  | Hammarby IF (U)    | 22 | 8  | 6 | 8  | 30 | 33 | −3  | 22 |
| 7  | Degerfors IF       | 22 | 8  | 6 | 8  | 34 | 39 | −5  | 22 |
| 8  | Malmö FF           | 22 | 8  | 5 | 9  | 33 | 33 | 0   | 21 |
| 9  | IFK Göteborg       | 22 | 7  | 6 | 9  | 32 | 35 | −3  | 20 |
| 10 | Gais (RM)          | 22 | 7  | 6 | 9  | 35 | 42 | −7  | 20 |
| 11 | Kalmar FF          | 22 | 7  | 3 | 12 | 31 | 53 | −22 | 17 |
| 12 | Sandvikens AIK (U) | 22 | 2  | 1 | 19 | 24 | 72 | −48 | 5  |

### Seriematcher
| Motståndare     | Hemmamatch | Bortamatch |
| --------------- | ---------- | ---------- |
| Djurgårdens IF  | 1–5        | 0–2        |
| Halmstads BK    | 3–1        | 0–3        |
| AIK             | 0–3        | 1–3        |
| IFK Norrköping  | 1–1        | 1–1        |
| Hälsingborgs IF | 2–1        | 2–5        |
| Hammarby IF     | 1–1        | 5–2        |
| Degerfors IF    | 3–0        | 0–2        |
| Malmö FF        | 3–3        | 2–2        |
| IFK Göteborg    | 1–0        | 1–1        |
| Kalmar FF       | 2–0        | 2–3        |
| Sandvikens AIK  | 3–0        | 1–3        |

## Spelarstatistik

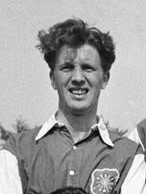
Hasse Olsson blev intern skyttekung i klubben med 10 mål.

| Spelare               | Matcher | Mål |
| --------------------- | ------- | --- |
| Hasse Olsson          | 22      | 10  |
| Leif Forsberg         | 22      | 7   |
| Bertil Sernros        | 22      | 2   |
| Leif Andersson (mv)   | 22      | 0   |
| Stig Björkman         | 22      | 0   |
| Rune Jingård          | 22      | 0   |
| Bertil Andersson      | 21      | 3   |
| Roland Johansson      | 21      | 1   |
| Karl-Alfred Jacobsson | 18      | 9   |
| Sixten Nilsson        | 14      | 1   |
| Folke Fredriksson     | 10      | 0   |
| Sanny Jacobsson       | 7       | 0   |
| Ingemar Eriksson      | 4       | 0   |
| Arne Lund             | 4       | 0   |
| Rolf Almqvist         | 3       | 0   |
| Lars Cato             | 3       | 0   |
| Nils Wirén            | 3       | 0   |
| William Strömberg     | 1       | 1   |
| Leif Berggren         | 1       | 0   |